# Mount Mercer
Mount Mercer är ett berg i Antarktis. Det ligger i Östantarktis. Australien gör anspråk på området. Toppen på Mount Mercer är 1 501 meter över havet.
Terrängen runt Mount Mercer är platt åt nordväst, men åt sydost är den kuperad. Trakten är obefolkad. Det finns inga samhällen i närheten.